# Айдемир, Талят
Ахмет Талят Айдемир (тур. Ahmet Talât Aydemir, 1917 — 5 июля 1964) — турецкий военный, предпринявший 2 неудачные попытки государственного переворота, в 1962 и 1963 годах, соответственно. После первой попытки переворота он был арестован, но освобождён через 9 дней, после второй — казнён.

## Биография
Сын ветерана войны Неджипа Айдемира. Племянник Черкеза Этхема по материнской линии. Сестра Талята была женой Хаккы Алиджана, старшего брата министра финансов Экрема Алиджана.
Учился в школе в Адыпазары, а также лицее для мальчиков в Кадыкёе. 1 сентября 1934 года поступил в Военный лицей Кулели, 5 мая 1937 года перевёлся в Турецкую военную академию. 31 мая 1939 года окончил её в должности младшего лейтенанта и поступил в Артиллерийский лицей в Халыджиоглу. 30 ноября 1939 года был повышен до лейтенанта и 11 октября 1940 года назначен в 43-ю артиллерийскую батарею в Кыркларели. В 1943 году повышен до старшего лейтенанта, в 1947 — до капитана. В том же году поступил в Академию сухопутных войск.
Окончил Академию в 1949 году в звании заместителя штаб-офицера. Был назначен в 12-ю дивизию в Сивасе, где возглавил артиллерийское подразделение.

### Политическая деятельность
В 1956-59 годах был членом группы офицеров, планировавших свержение правительства Демократической партии, но не смог принять участие в государственном перевороте 1960 года, поскольку на тот момент находился в Корее.
Не был членом Комитета национального единства, но поддерживал наиболее радикальных его членов, известных как «Четырнадцать». К концу 1960 года более умеренным членам Комитета удалось избавиться от радикалов. Покинув Комитет, радикалы в основном были переведены на различные должности в посольствах:15.
15 октября 1961 года прошли первые после переворота 1960 года парламентские выборы, по итогу которых примерно равное количество голосов получили Республиканская народная партия и партия Справедливости. Последняя называла наследницей Демократической партии, свергнутой в результате переворота 1960 года, пыталась снять с Демократической партии запрет, наложенный на неё после переворота и аминистировать всех членов Демократической партии, отданных под суд после переворота. После парламентских выборов премьер-министр Исмет Инёню сформировал коалиционное правительство из членов РНП и ПС.
Всё это вызвало в среде армейских офицеров опасение реванша Демократической партии и ряд армейских офицеров сформировали «Союз армейских сил» (тур. Silahlı Kuvvetler Birliği). Правительство Инёню узнало об этом и попыталось переубедить заговорщиков, но вскоре, осознав тщетность усилий, стало давать заговорщикам новые назначения, подальше от столицы.
Узнал о готовящеся заговоре и Экрем Алиджан, он тоже безуспешно пытался убедить Айдемира отказаться от этой затеи. 22 февраля 1962 года, решив действовать пока заговорщики были ещё в столице, Айдемир предпринял безуспешную попытку государственного переворота. Большая часть армии не поддержала его. Айдемира уговорили сдаться, пообещав, что заговорщики не будут преследоваться. 9 июля 1962 года он был арестован за «одобрение правонарушения», но через 9 дней выпущен из тюрьмы.
Потерпев неудачу, Айдемир начал планировать второй заговор с целью свержения правительства. 20 мая 1963 года совместно с товарищами из Военной академии он второй раз попытался свергнуть правительство, обвинив его в том, что оно не проводит реформы, закреплённые в Конституции. Эта попытка тоже не увенчалась успехом.
После подавления переворота Айдемир, ряд военных офицеров, кадетов Военной академии и некоторые из Четырнадцати радикальных членов Комитета национального единства были отданы под суд. 5 сентября 1963 года Талят Айдемир и Фетхи Гюрджан были признаны виновными в «попытке изменить и исказить Конституцию» и приговорены к смертной казни. Февзи Бингёль и Осман Дениз получили пожизненный срок.
11 марта 1964 года приговор Айдемиру одобрило Великое национальное собрание и он стал окончательным. 27 июня 1964 года Айдемира отвели к палачу, но в последний момент, благодаря усилиям адвоката Айдемира, казнь была отложена. 5 июля 1964 года Талят Айдемир был повешен в Центральной тюрьме Анкары.
В своём завещании написал, что хотел бы, чтобы его похоронили на территории Военной академии, но эта просьба не была выполнена. Последняя прочитанная им книга была написана Гракхом Бабёфом. Найдя её в камере, тюремщики изъяли книга у Айдемира, впоследствии она была запрещена правительством.
Сидя в тюрьме, написал 2 тома мемуаров. Первый том был тайно вынесен из тюрьмы детьми Фетхи Гюрджана, Онером и Семой. Второй том был изъят охраной и считался утерянным до публикации в 2010 году.

### Личная жизнь
Был женат на Шадан Айдемир, у них было двое детей, Тюлин и Метин.. Шадан Айдемир умерла в 2001 году. Тюлин Айдемир не была замужем, умерла в 2004 году. Метин Айдемир с женой живут в Датче.